# Acton (Canadá)
Acton (AFI: [aktɔn]) es un municipio regional de condado (MRC) de la provincia de Quebec en Canadá. Está ubicado en la región de Montérégie-Est en Montérégie. La sede y ciudad más grande del MRC es Acton Vale.

## Geografía

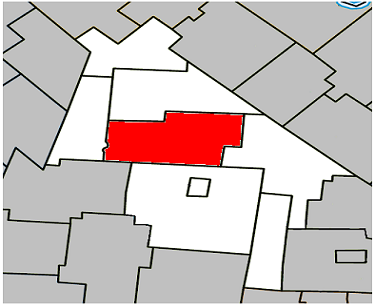
Localización del MRC de Acton, en rojo Acton Vale

El MRC de Acton está localizado en el encuentro de la planicie del San Lorenzo, de las bajas tierras de los Appalaches y del estabon de la Estrie. El MRC se encuentra entre el MRC de Drummond al norte, de Le Val-Saint-François al este, de La Haute-Yamaska al sur y Les Maskoutains al oeste.

## Historia

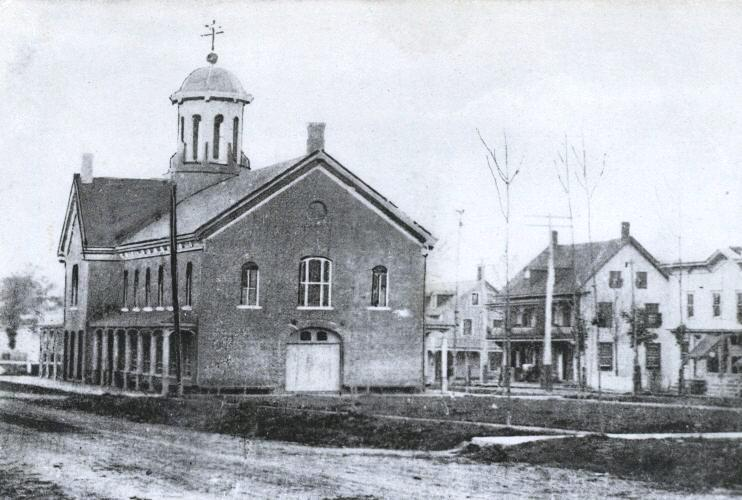
Acton Vale hacia 1910

El MRC de Acton fue creado el 25 de noviembre de 1981 para suceder al antiguo condado de Bagot y de una parte de Shefford. El topónimo del MRC procede del nombre del cantón de Acton. El nombre del cantón de Acton recuerda el de la ciudad de Acton en el antiguo condado inglés de Middlessex, ahora en la aglomeración de Londres. Hasta 1989, el MRC incluye los municipios de Sainte-Hélène-de-Bagot, Saint-Liboire y de Saint-Valérien-de-Milton que están ahora en el MRC Les Maskoutains.

## Política
El MRC forma parte de la circunscripción electoral de Johnson a nivel provincial y de Saint-Hyacinthe-Bagot a nivel federal.

## Población
Según el Censo de Canadá de 2011, había 15 381 personas residiendo en este MRC con una densidad de población de 26,5 hab./km². El aumento de población fue de 0,6 % entre 2006 y 2011.

## Comunidades locales
Hay 8 municipios en el MRC de Acton.
| Código | Nombre                 | Tipo      | Fecha de constitución | Sup. total (km²) | Sup. agua (km²) | Sup. tierra (km²) | Población 2015 | Gentilicio (en francés) | Densidad (hab./km²) | DT  | Número de concejales | CEP     | CEF                   |
| ------ | ---------------------- | --------- | --------------------- | ---------------- | --------------- | ----------------- | -------------- | ----------------------- | ------------------- | --- | -------------------- | ------- | --------------------- |
| 48005  | Béthanie               | Municipio | 02.03.1920            | 46,93            | 0,24            | 46,69             | 338            | Béthanien, ne*          | 7,2                 | S   | 6                    | Johnson | Saint-Hyacinthe-Bagot |
| 48010  | Roxton Falls           | Pueblo    | 01.01.1863            | 5,10             | 0,11            | 4,99              | 1261           | Roxtonnois, e*          | 252,7               | S   | 6                    | Johnson | Saint-Hyacinthe-Bagot |
| 48015  | Roxton                 | Cantón    | 01.07.1855            | 149,861          | 0,63            | 149,23            | 1092           | Roxtonnois, e*          | 7,3                 | S   | 6                    | Johnson | Saint-Hyacinthe-Bagot |
| 48020  | Sainte-Christine       | Parroquia | 08.01.1894            | 91,63            | 0,15            | 91,48             | 684            | Christinois, e*         | 7,5                 | S   | 6                    | Johnson | Saint-Hyacinthe-Bagot |
| 48028  | Acton Vale             | Ciudad    | 26.01.2000            | 91,09            | 0,90            | 90,19             | 7701           | Valois, e*              | 85,4                | D   | 6                    | Johnson | Saint-Hyacinthe-Bagot |
| 48038  | Upton                  | Municipio | 25.02.1998            | 55,77            | 0,95            | 54,82             | 2153           | Uptonais, e*            | 39,3                | S   | 6                    | Johnson | Saint-Hyacinthe-Bagot |
| 48045  | Saint-Théodore-d'Acton | Municipio | 01.01.1864            | 83,64            | 0,24            | 83,40             | 1460           | Théodorien, ne          | 17,5                | S   | 6                    | Johnson | Saint-Hyacinthe-Bagot |
| 48050  | Saint-Nazaire-d'Acton  | Parroquia | 08.01.1894            | 58,09            | 0,01            | 58,08             | 850            | Nazairien, ne*          | 14,6                | S   | 6                    | Johnson | Saint-Hyacinthe-Bagot |
| 480    | Acton                  | MRC       | 01.01.1982            | 582,11           | 3,23            | 578,88            | 15 539         | .                       | 26,8                | ... | ...                  | Johnson | Saint-Hyacinthe-Bagot |

DT división territorial, D distritos, S sin división; CEP circunscripción electoral provincial, CEF circunscripción electoral federal; * Oficial, ⁰ No oficial